# Alkimachos (Maler)
Alkimachos (altgriechisch Ἀλκίμαχος, latinisiert Alcimachus) war ein vermutlich aus Athen stammender griechischer Maler, der im 4. Jahrhundert v. Chr. tätig war.
Nach Plinius war er ein Maler zweiten Ranges (pictores primis proxumi). Er malte den athenischen Olympioniken Dioxippos, der 326. v. Chr. vor den Augen Alexanders des Großen dessen besten Kämpfer, den Makedonen Korragos, im Zweikampf besiegte und dadurch in Ungnade fiel.